# Viperidae
A família Viperidae (Filo Chordata, Classe Reptilia), as famosas víboras, constitui um dos mais notáveis grupos de serpentes do mundo, compreendendo cerca de 362 espécies, e apresentando ampla distribuição geográfica . 
As víboras são caracterizadas pelo seu complexo mecanismo de inoculação de veneno e nesta família estão as serpentes causadoras da maior quantidade de acidentes ofídicos da América, sendo, portanto, de  grande importância médica. 
No Brasil, são registradas 32 espécies de viperídeos, sendo duas do gênero Bothrocophias (Amaral, 1935), 28 do gênero Bothrops (Wagler, 1824), uma do gênero Crotalus (Linnaeus, 1758) e uma do gênero Lachesis (Linnaeus, 1766) , conhecidas popularmente como jararacas (Bothrops e Bothrocophias), cascavéis (Crotalus) e surucucus (Lachesis).

## Etimologia
Vipera, como mostra sua possível etimologia (vipera < viuus + pario: aquela que pare os filhotes vivos), designa o ofídio venenoso de reprodução vivípara.

## Surgimento e diversificação
Acredita-se que o grupo dos viperídeos tenha se originado na África ou na Ásia, sendo que, atualmente, ocorre tanto no Velho quanto no Novo Mundo.   Diversos trabalhos baseados em dados moleculares têm apontado os crotalíneos do Novo Mundo como uma linhagem monofilética, que teria colonizado a América do Norte a partir de ancestrais asiáticos, possivelmente via Estreito de Bering, em um evento único   . Essa linhagem teria conquistado e se diversificado por todo o continente americano nos últimos 10 a15 milhões de anos, originando os 12 gêneros reconhecidos atualmente  . 
Investigações sobre a origem e evolução das serpentes peçonhentas na América do Sul sugerem que as diversidades morfológica e ecológica, características do gênero Bothrops, podem ser resultado de uma colonização do continente antes desprovido de viperídeos, seguida de uma rápida radiação adaptativa durante o Mioceno (10-23MA) .  

## Filogenia e classificação
Caenophidia reúne todas as serpentes peçonhaentas atuais, compreendendo famílias como Dipsadidae, Colubridae, Elapidae e a própria família Viperidae. Como as víboras são consideradas um grupo clinicamente importante, diferentes aspectos de sua biologia têm sido amplamente estudados   , mas sua dinâmica macroevolutiva e alguns aspectos de suas relações filogenéticas ainda são mal entendidos. As suas 362 espécies estão atualmente organizadas em 35 gêneros, pertencentes a três subfamílias: Viperinae, Azemiopinae e Crotalinae . Viperinae, ou as “víboras verdadeiras”, compreendem 98 espécies, enquanto Azemiopinae compreende apenas duas, sendo ambas as subfamílias restritas ao Velho Mundo  . Crotalinae, ou víboras-de-fosseta, é a linhagem de víboras mais diversa e amplamente distribuída, compreendendo cerca de 229 espécies   e ocorrendo tanto no Velho quanto no Novo Mundo.
|  | Viperinae                                                  |
|  |                                                            |
|  | \| \| Azemiopinae \| \| \| \| \| \| Crotalinae \| \| \| \| |
|  |                                                            |
|  | Azemiopinae                                                |
|  |                                                            |
|  | Crotalinae                                                 |
|  |                                                            |

|  | Azemiopinae |
|  |             |
|  | Crotalinae  |
|  |             |

|  | Elapidae                                                  |
|  |                                                           |
|  | \| \| Colubridae \| \| \| \| \| \| Dipsadidae \| \| \| \| |
|  |                                                           |
|  | Colubridae                                                |
|  |                                                           |
|  | Dipsadidae                                                |
|  |                                                           |

|  | Colubridae |
|  |            |
|  | Dipsadidae |
|  |            |

|  | Viperinae                                                  |
|  |                                                            |
|  | \| \| Azemiopinae \| \| \| \| \| \| Crotalinae \| \| \| \| |
|  |                                                            |
|  | Azemiopinae                                                |
|  |                                                            |
|  | Crotalinae                                                 |
|  |                                                            |

|  | Azemiopinae |
|  |             |
|  | Crotalinae  |
|  |             |

|  | Elapidae                                                  |
|  |                                                           |
|  | \| \| Colubridae \| \| \| \| \| \| Dipsadidae \| \| \| \| |
|  |                                                           |
|  | Colubridae                                                |
|  |                                                           |
|  | Dipsadidae                                                |
|  |                                                           |

|  | Colubridae |
|  |            |
|  | Dipsadidae |
|  |            |

Árvore filogenética adaptada de Reyes-Velasco et al. (2014) 

## Características morfológicas e diversidade brasileira

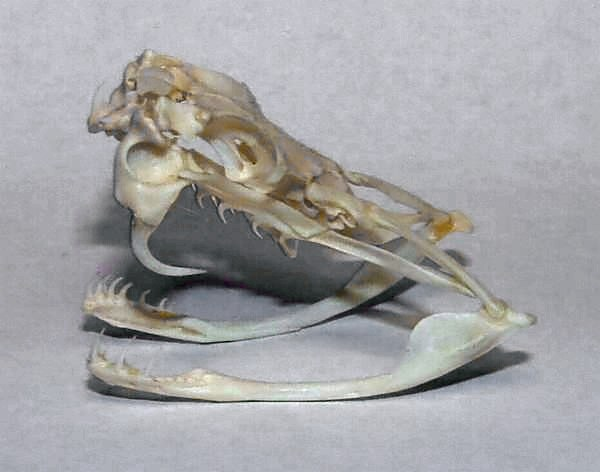
Crânio de serpente do gênero Crotalus, pode-se observar facilmente as grandes presas utilizadas na injeção do veneno (dentição solenóglifa).

A grande maioria das serpentes da família Viperidae são caracterizadas pela presença da fosseta loreal, da dentição com longas presas retráteis do tipo solenóglifa (dentes inoculadores localizados anteriormente no "céu" da boca, que se projetam num ângulo de 90º no momento do bote) conectadas a glândulas de veneno e de escamas carenadas ou tuberculosas, como no caso das Lachesis   . Os viperídeos atingem tamanhos variados, desde pequenas serpentes como a Bitis schneideri, com no máximo 20 cm, até as Lachesis muta, que podem alcançar 3,6 m de comprimento . Certas regras utilizadas para identificar uma víbora como pupila do olho (vertical ou redonda), escamas dorsais (carenadas ou lisas), forma da cabeça (triangular ou arredondada) e tamanho da cauda (se afila bruscamente ou se é longa) não são aplicáveis as espécies brasileiras devido a inúmeras exceções.
O Brasil é conhecido por suas extensas áreas coberta por florestas e outros biomas endêmicos. Essa rica biodiversidade pode ser observada também para as serpentes, em especial, para as víboras brasileiras. Sua ampla variedade de espécies estão agrupadas em 4 gêneros no Brasil, que se distribuem sobre todo o território: Bothrocophias, Bothrops, Crotalus e Lachesis.

#### Bothrocophias

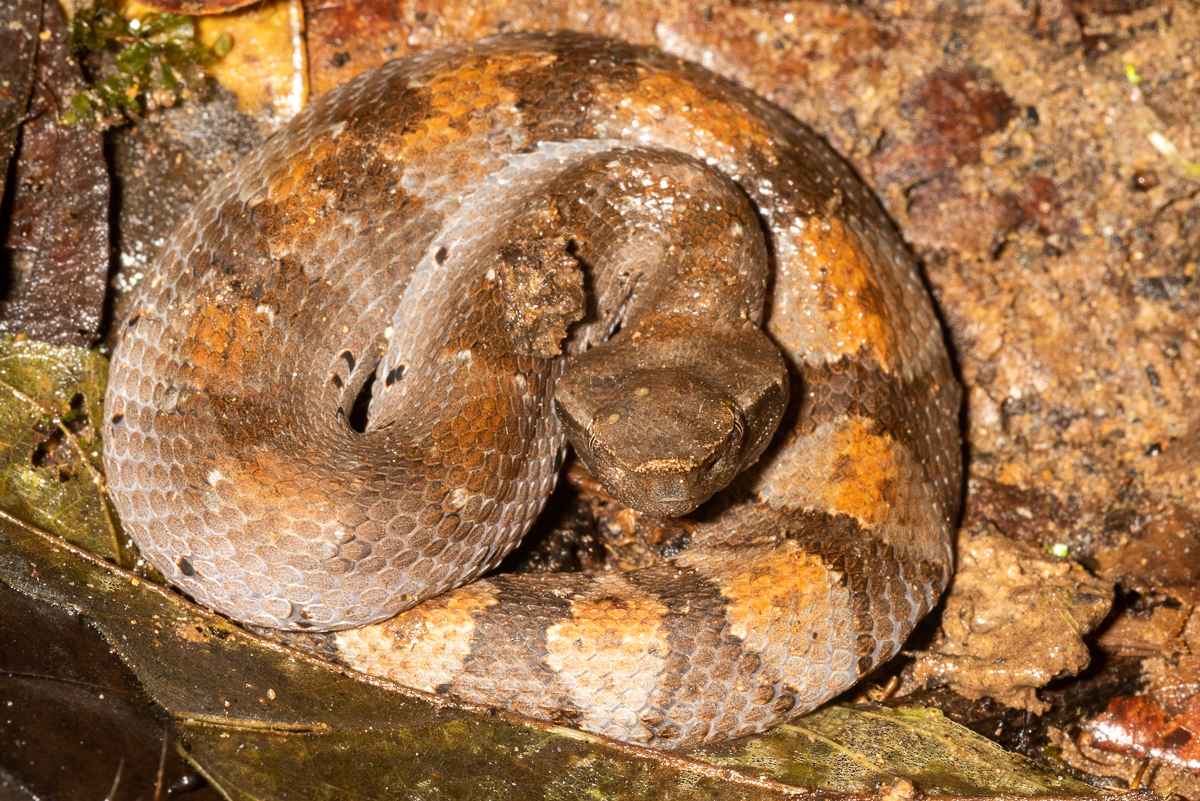
Bothrocophias hyoprora

O gênero Bothrocophias, também chamadas por jararaca-nariguda , compreende cinco espécies que ocorrem no noroeste da América do Sul em florestas de várzea e florestas úmidas de montanha, incluindo floresta nublada. Esse gênero é reconhecido por ter um menor tamanho corporal em relação às outras víboras, raramente excedendo 80 cm de comprimento total, e são animais terrestres e noturnos . Duas espécies deste gênero são registradas no Brasil: Bothrocophias hyoprora e Bothrocophias microphthalmus, sendo B. hyoprora mais comumente encontrada. 
A espécie B. hyoprora é caracterizada tanto pela coloração avermelhada escura, cinza e marrom na parte posterior da cabeça e do corpo, além disso, a área frontal da cabeça mostra uma elevação do focinho, semelhante à dos porcos, por isso seu nome grego hyoprora refere-se ao focinho do porco. Já B. microphtalmus  apresenta coloração café ao cinza, e seu nome científico também provém de palavras gregas que significa “víbora de olhos pequenos” .

#### Bothrops

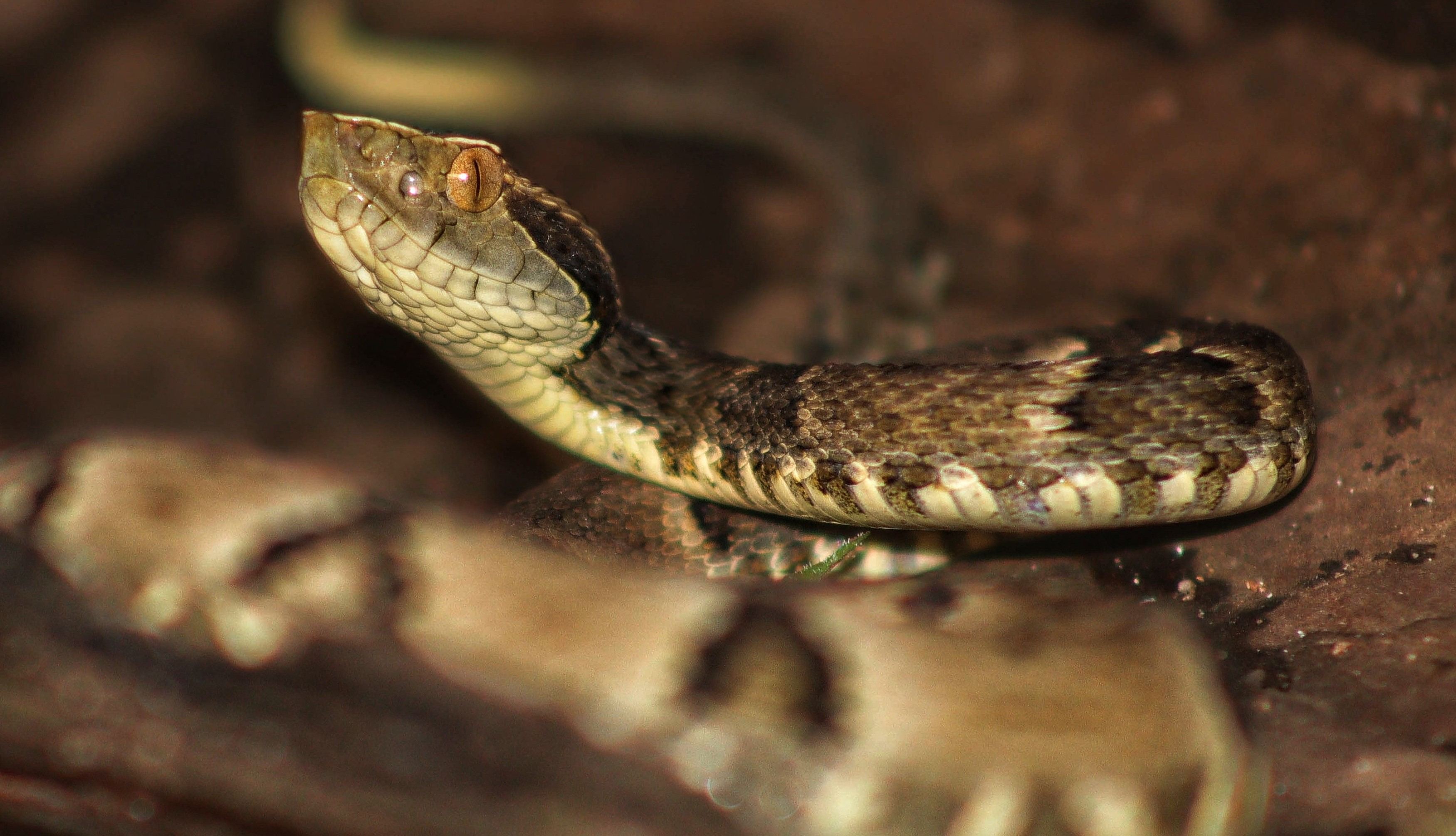
Bothrops jararaca

Bothrops, o famoso grupo das jararacas, é amplamente distribuído pela América Latina, com grande diversificação nas paisagens da América do Sul. Esses animais ocorrem em diversos ambientes, como florestas, ambientes secos como a caatinga e o cerrado, regiões montanhosas e ilhas oceânicas; e ocupam diferentes estratos ecológicos: arborícolas, semi-arborícolas e terrestres   . Apresentam hábito predominantemente noturno e, quando ameaçadas, podem ser agressivas, sendo responsáveis por cerca de 90% dos acidentes ofídicos no Brasil. As principais táticas defensivas são a camuflagem e o bote.    .   

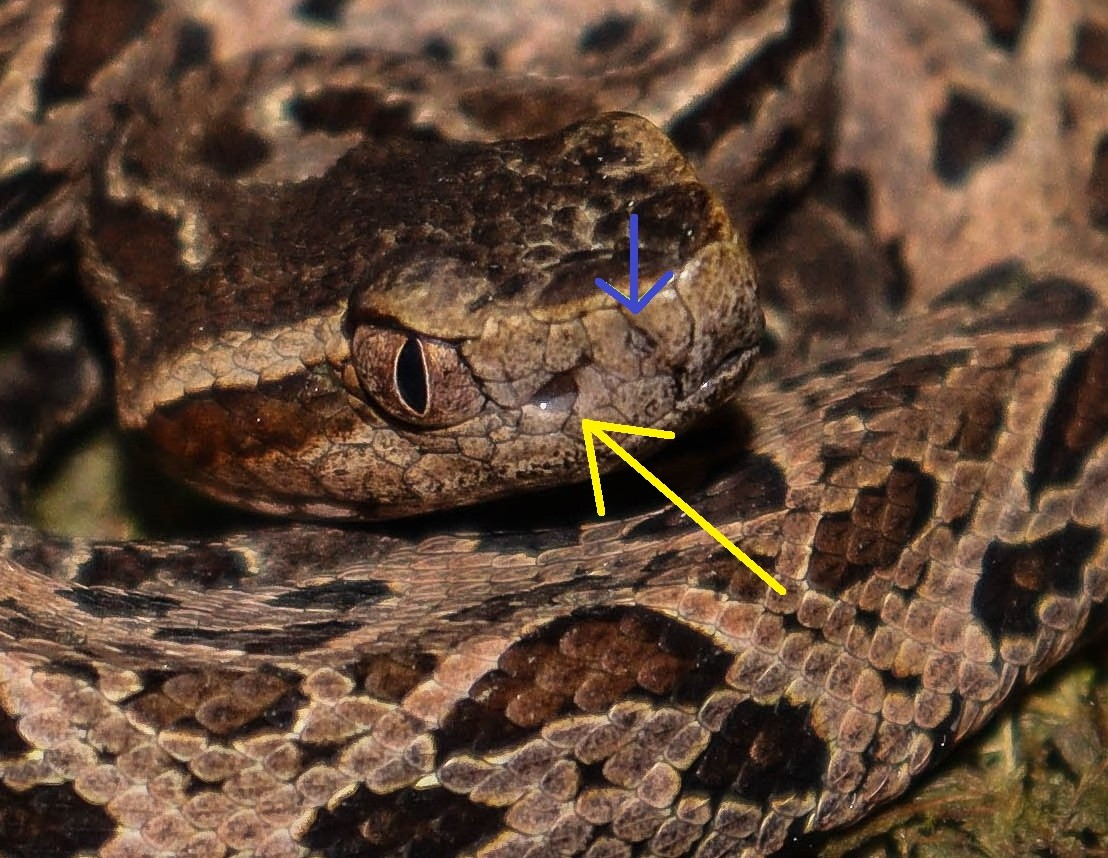
Bothrops jararacussu, com setas indicando a posição da fosseta loreal (em amarelo) e narinas (em azul).

Os representantes do gênero Bothrops mostram uma grande diversidade de tamanho, variando entre 30 cm e 180 cm . Em geral, as espécies semi-arborícolas apresentam corpo menos robusto e cauda mais alongada do que as terrícolas. Algumas espécies apresentam coloração variada, apresentando de tons castanhos claros a preto, com manchas em forma de “v” invertido ao longo do corpo, como a Bothrops jararaca.  
A "Ilha das Cobras", também conhecida por “Ilha da Queimada Grande” devido as grandes queimadas, é famosa por suas lendas e misticismos que envolvem a víbora que lá existe, a jararaca ilhoa, Bothrops insularis. A jararaca ilhoa é endêmica da Ilha e considerada ameaçada de extinção. Devido a essa vulnerabilidade, são mantidas cinco populações de B. insularis em plantéis de quatro institutos de ensino e pesquisa para fins de reprodução e conservação ex situ .

#### Crotalus

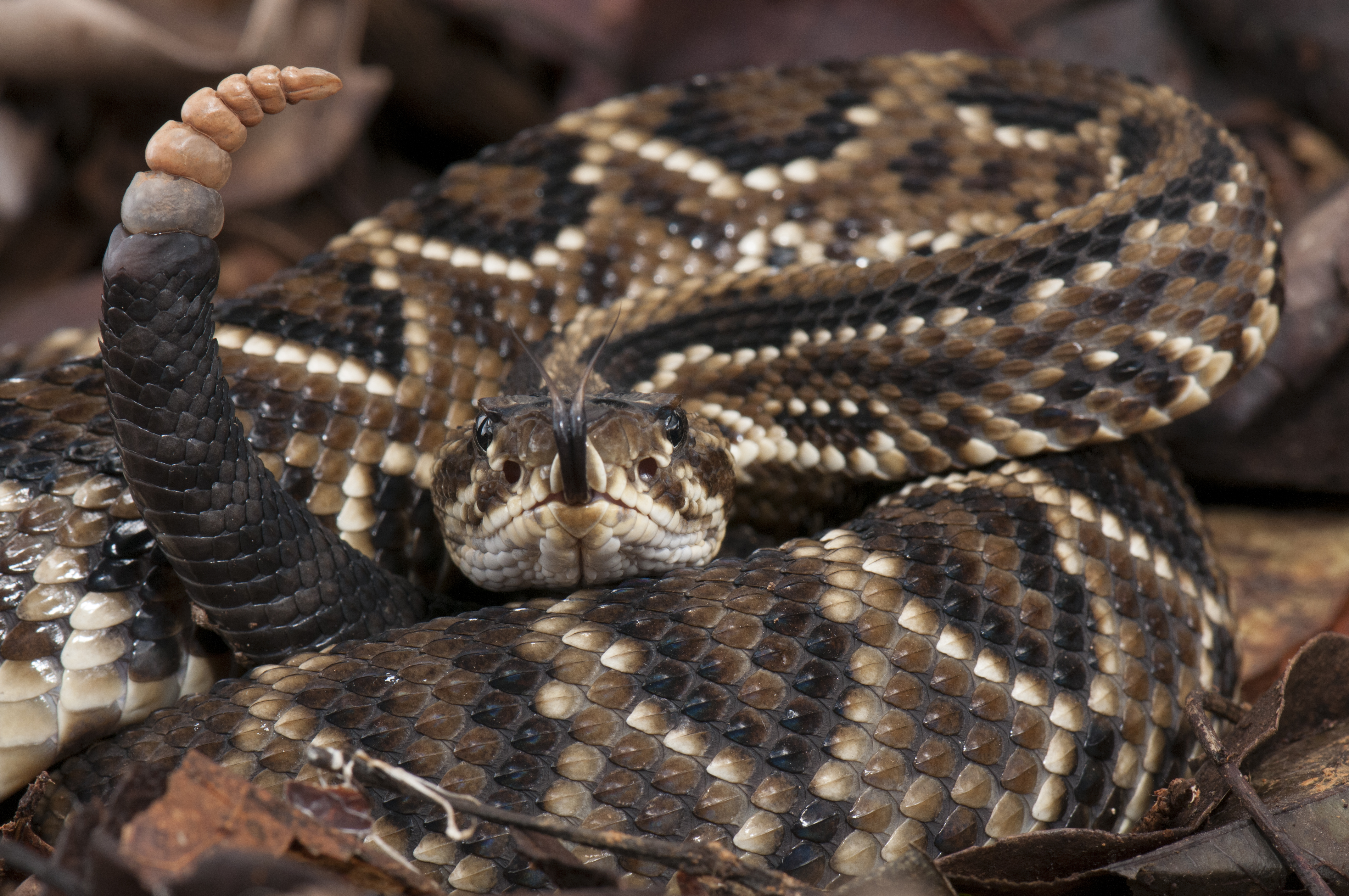
Crotalus durissus (Linnaeus, 1758). Na foto, é possível observar o chocalho na extremidade da cauda.

Conhecidas popularmente por cascavéis, as serpentes do gênero Crotalus são terrestres, robustas, pouco ágeis e caracterizadas pela presença de um apêndice caudal semelhante a um chocalho, essa adaptação se deu pela modificação das últimas escamas da cauda, associadas à fusão das últimas vértebras. O número de segmentos no guizo aumenta conforme a serpente troca de pele, deixando assim um remanescente da última troca na ponta do chocalho  . Quanto a isso, vemos que há um equívoco em tentar decifrar a idade das cascavéis pelo número de segmentos no guizo, pois cada segmento surge a cada troca de pele e não por ano de vida do animal.
As cascáveis ocorrem do sul do Canadá até a Argentina e também são encontradas em uma grande variedade de habitats, como campos abertos, áreas secas, arenosas, pedregosas e, mais raramente, na faixa litorânea. Sua distribuição pelo país está em expansão, fato que pode ser explicado devido ao alto poder de adaptação dessas serpentes a ambientes modificados pelo homem  .  
É a única cascavel no Brasil, estudos apontam a degradação do hábitat no Brasil, particularmente relacionada à expansão de áreas agrícolas de café e cana-de-açúcar. 

#### Lachesis

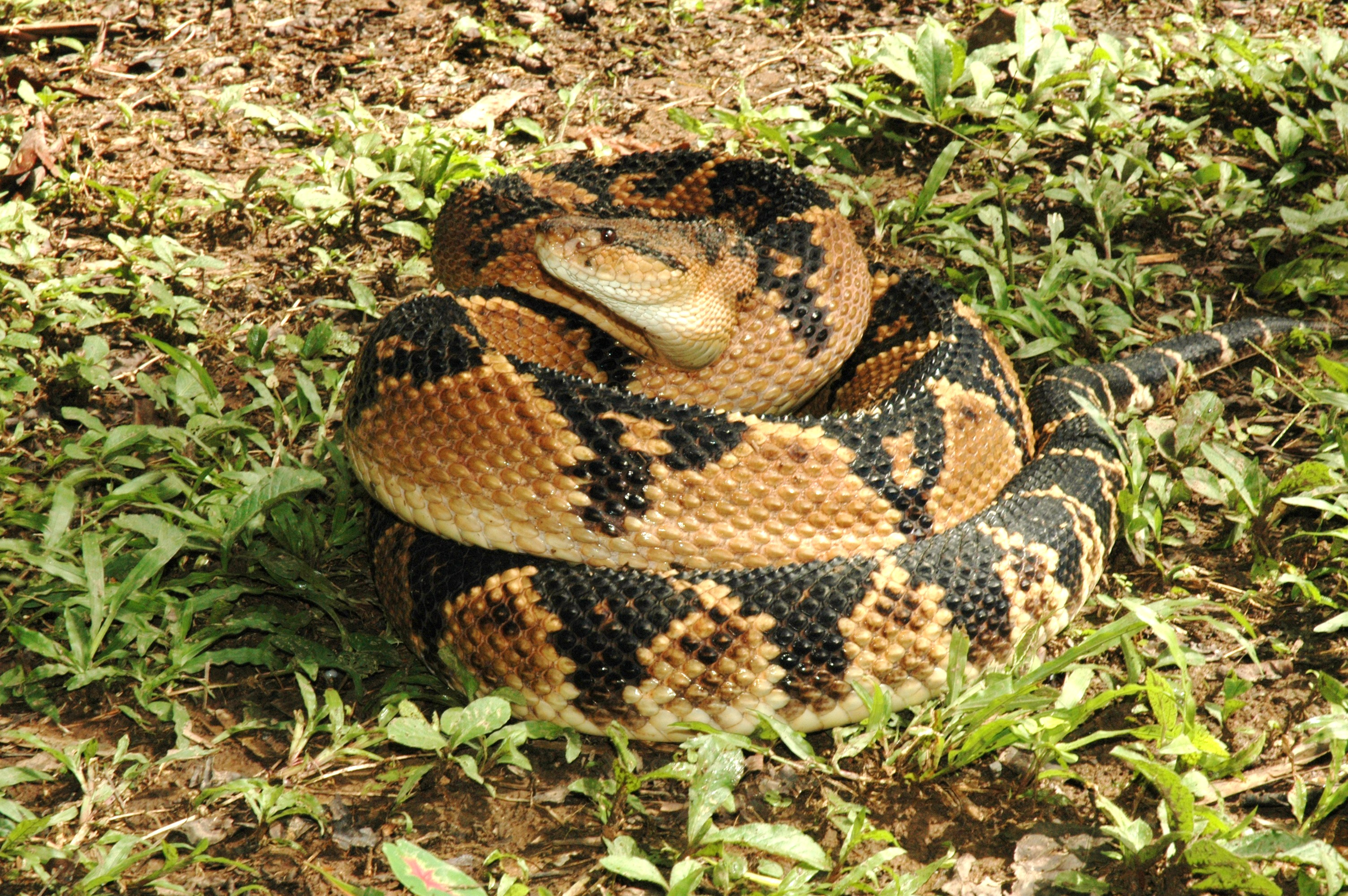
Lachesis muta

Conhecidas popularmente como surucucus ou surucucus-pico-de-jaca, devido à textura de suas escamas, as serpentes do gênero Lachesis são distinguíveis por possuírem cabeça grande, volumosa, destacada do corpo; olho pequeno em relação a cabeça e corpo, com a pupila vertical; e a presença de escamas tuberculares, ora mais ora menos pronunciados dependendo da espécie, característica esta que fez com que o povo da Amazônia ligasse estas protuberâncias com a casca da conhecida fruta chamada “jaca", daí o nome de "surucucu pico de jaca" para este ofídio .
As surucucus podem alcançar entre 2 e 2,5 m de comprimento (o maior espécime conhecido media 3,65 m), sendo a maior víbora do Brasil e uma das maiores do mundo. Habitam zonas arborizadas e remotas na América Central e América do Sul.  .

## Alimentação
As víboras podem ser generalistas ou especialistas, com a dieta variando de acordo com a espécie e fase do ciclo de vida. Em geral, elas são carnívoras e se alimentam de diversos organismos, como mamíferos, aves, anfíbios, peixes, répteis (podendo se alimentar, inclusive, de outras serpentes), artrópodes e moluscos. A captura da presa é feita , geralmente, pela técnica de espreita, que consiste em bote, soltura da presa, rastreamento e ingestão. O veneno é inoculado comumemente apenas uma vez. Em algumas espécies de Bothrops, por exemplo, os jovens se alimentam principalmente de anfíbios anuros, em menor extensão de lagartos e, eventualmente, de pequenos roedores, enquanto os indivíduos adultos se alimentam principalmente de roedores, desde camundongos até preás e, eventualmente, de presas ectotérmicas. 

## Reprodução
Além da grande riqueza de espécies, os viperídeos também impressionam pela sua diversidade reprodutiva, abrangendo espécies tanto ovíparas quanto vivíparas . Nas regiões tropicais e subtropicais é possível encontrar espécies capazes de se reproduzir continuamente ao longo de todo o ano , entretanto, a frequência dessas espécies é muito menor do que o esperado por alguns autores  , e parte considerável das espécies tropicais já estudadas apresentam ciclo sazonal, como é o caso dos crotalíneos       . Em algumas espécies vivíparas, a fertilização dos óvulos não apresenta sincronia com o acasalamento, que se dá na estação seca, enquanto que a ovulação e a fertilização só ocorrem na estação chuvosa. Isso se deve ao evento de estocagem espermática, ou seja, a retenção do esperma do macho no corpo da fêmea até a época ideal de fertilização e gestação. O tempo de gestação é de 155 dias, em média. 

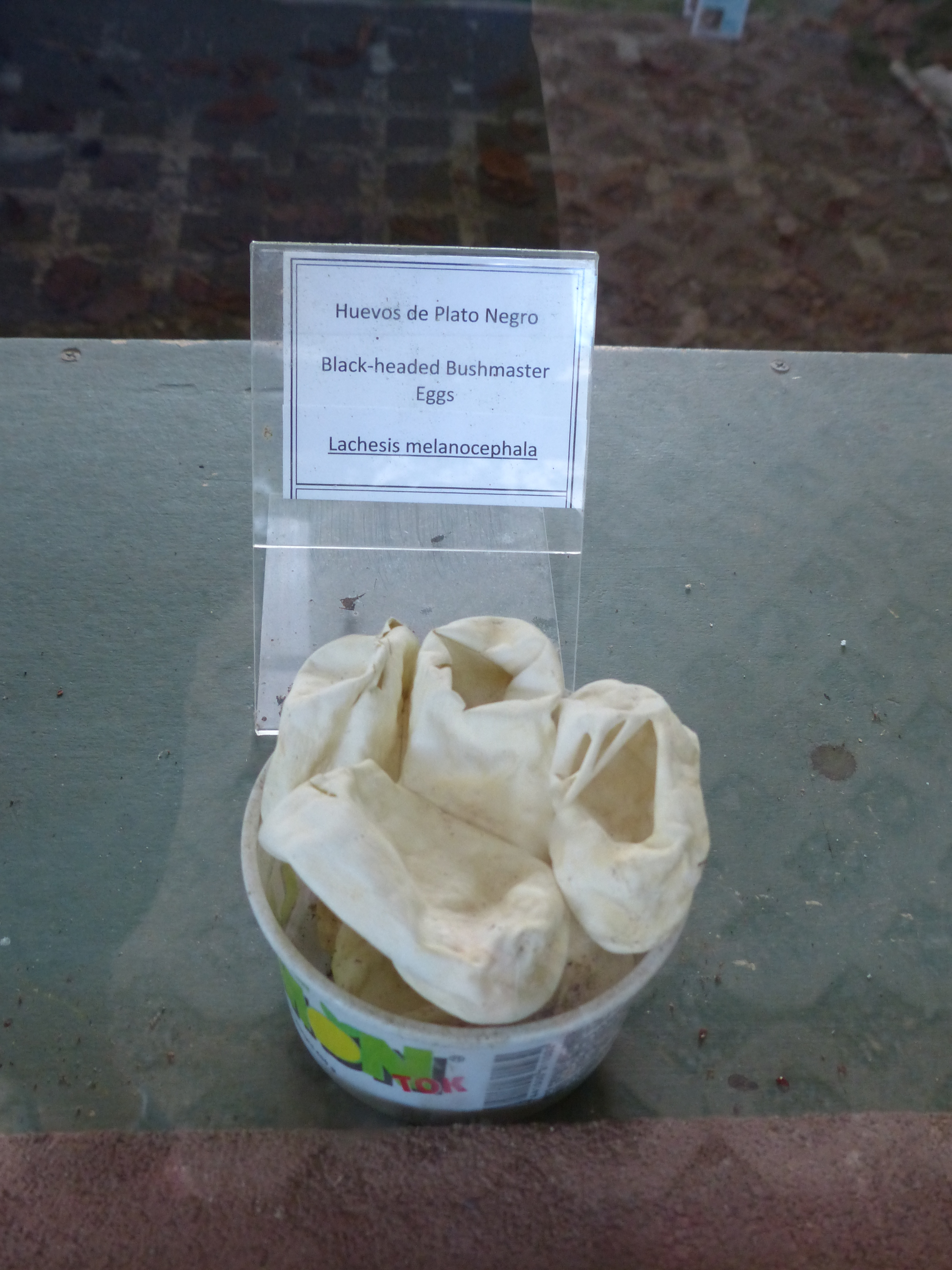
Ovos de Lachesis melanocephala já eclodidos.

As espécies do gênero Bothrops  mostram algumas características reprodutivas conservadas em relação aos crotalíneos de regiões temperadas, como o nascimento dos filhotes no verão e início de outono, e outras características distintas, como período de cópula no outono/inverno .  São vivíparas e, diferentemente das surucucus, dão a luz a filhotes já formados, isto é, os recém-natos são semelhantes ao indivíduo adulto, com cerca de 20 cm, de ninhadas de 3 a 35 indivíduos, principalmente entre os meses de fevereiro e março.  .
Ambas as espécies de Bothrocophias que ocorrem no Brasil são vivíparas e seu período reprodutivo ainda não é muito bem definido, no entanto se sabe que ocorre, geralmente, concomitantemente aos períodos chuvosos e podem parir de 30 à 40 filhotes por ninhada.
O ciclo reprodutivo de Crotalus durissus é bastante similar ao de outras cascavéis da região temperada, com acasalamento ocorrendo somente no outono e a ovulação ocorrendo na primavera. 
As cascavéis brasileiras não hibernam e a vitelogênese, isto é, a formação do vitelo, acontece durante o inverno . Exceto, talvez, por Bothrocophias colombianus , Lachesis é o único viperídeo ovíparo neotropical, fato que a diferencia dos outros crotalíneos neotropicais . Sua época de cópula acontece por volta do final do outono até o inverno, e sua ovulação no final do inverno e início da primavera.

## Veneno e acidentes
Homem e serpente sempre se relacionaram, sendo as serpentes, desde tempos remotos, parte do místico e do imaginário popular. Apesar de um não fazer parte da cadeia alimentar do outro, com raras exceções, os encontros casuais geralmente acabam com prejuízo para um dos lados, seja o homem ferindo ou matando a serpente, ou o contrário.  
A Organização Mundial da Saúde (OMS) estimou 2,7 milhões de acidentes ofídicos com humanos anualmente no mundo. O Brasil é o terceiro país, junto ao Vietnã, em número de acidentes com serpentes peçonhentas no mundo, atrás apenas de Índia e Sri Lanka. Por se tratar de um fenômeno que ocorre em maior frequência em regiões tropicais, onde os indivíduos carecem de sistemas de saúde plenamente organizados e preparados, bem como meios para acessá-lo, os acidentes ofídicos representam um grande problema de saúde pública para os países em desenvolvimento, sendo incluídos na Lista de Doenças Tropicais Negligenciadas.
| Acidente  | Gênero                   | Porcentagem dos Acidentes   | Atividade Biológica                     | Sintomas |
| --------- | ------------------------ | --------------------------- | --------------------------------------- | --- |
| Botrópico | Bothrocophias e Bothrops | 87% dos acidentes no Brasil | Proteolítica e hemorrágica              | Dor, edema, sangramento, linfadenomegalia, equimose, aparecimento de bolhas e necrose tecidual. A necrose é a complicação mais grave, pois está relacionada aos casos de amputação de membros e distúrbios funcionais permanentes . A sintomatologia sistêmica, ou seja, aqueles sintomas manifestados distantes do local da picada, inclui sangramentos (gengivorragia, hematúria, epistaxe, petéquias, equimoses e púrpuras), incoagulabilidade sanguínea, devido ao consumo dos fatores de coagulação, e plaquetopenia. Além desses, a literatura ainda evidencia outros sintomas como vômito, sudorese, hipotensão arterial, insuficiência renal aguda e, mais raramente, choque anafilático . |
| Crotálico | Crotalus                 | 9% dos acidentes no Brasil  | miotóxica e neurotóxica                 | Quase não produz lesões locais, porém pode causar paralisia flácida da musculatura esquelética (principalmente ocular e facial), fazendo com que o acidentado aparente estar embriagado. Outros quadros clínicos são insuficiência respiratória, sangramento e distúrbios da coagulação. A ação miotóxica da peçonha afeta principalmente os rins, o que pode levar à um quadro de insuficiência renal aguda . |
| Laquético | Lachesis                 | 3% dos acidentes no Brasil  | Proteolítica, hemorrágica e neurotóxica | A peçonha é inoculada em grandes quantidades no momento da picada (200-400 mg), podendo levar à morte. Lesões tissulares evidentes (edema, hemorragia e necrose), náuseas, coagulopatias, hipotensão, bradicardia, diarreia, vômitos, transtornos de choque e alterações renais . |

## Conservação
A fauna de répteis Neotropicais está entre as mais ricas e diversificadas do mundo, no entanto a crise atual da biodiversidade exige a detecção urgente de prioridades para a conservação  . Esforços para medir e mapear a biodiversidade de répteis de maneira eficaz representam um grande desafio para a ciência da conservação, sendo necessárias informações de endemismo das espécies e suas relações filogenéticas e tipos de pressões antrópicas sofridas. Para aperfeiçoar a conservação, precisamos de um melhor entendimento dos aspectos biológicos de cada espécie e suas distribuições,  por exemplo através pesquisas de campo estratégicas e manutenção de bases de dados eletrônicas e das coleções de museus , que exigem investimento e autonomia em suas pesquisas.
São reconhecidos vários fatores globais de ameaça aos répteis, incluindo perda e degradação de habitat, introdução de espécies exóticas, parasitismo, poluição, mudanças climáticas e pressão devido a urbanização e superexploração humana.  A preservação de habitats e o controle da exploração direta são medidas efetivas para a conservação dos répteis, sendo as unidades de conservação estaduais e federais e terras indígenas uma estratégia-chave, que acabam, inclusive, por potencializar também a conservação de outros grupos e espécies sobre os quais não dispomos de informações filogenéticas e espaciais   . 
| Espécie                                                              | Nome popular            | Endemismo | Avaliação de risco (2018)                          | Avaliação Nacional Anterior | Ameaças | Presença em Unidades de Conservação                                             |
| -------------------------------------------------------------------- | ----------------------- | --- | -------------------------------------------------- | --------------------------- | --- | ------------------------------------------------------------------------------- |
| Bothrops alcatraz (Marques, Martins & Sazima, 2002)                  | Jararaca-de-alcatrazes  | Endêmica do Brasil, da Ilha dos Alcatrazes SP                                                                             | Criticamente em Perigo (CR) B1ab(iii)+2ab(iii)     | CR B1ab(iii)                | Destruição de habitat devido incêndios provocados pela Marinha do Brasil, que utiliza um paredão da ilha como área de treino de tiros de canhão.                                        | A espécie não ocorre em unidades de conservação.                                |
| Bothrops insularis (Amaral, 1922)                                    | Jararaca-ilhoa          | Endêmica do Brasil, da Ilha da Queimada Grande, SP                                                                        | Criticamente em Perigo (CR) B1ab(v)+2ab(v)         | CR B1ab(iii)                | Queimadas na ilha. Além disso, há evidências de capturas ilegais dessa jararaca. | APA Marinha do Litoral Centro, ARIE Ilhas da Queimada Pequena e Queimada Grande |
| Bothrops muriciensis (Ferrarezzi & Freire, 2001)                     | Jararacuçu-de-murici    | Endêmica do Brasil, conhecida de apenas um registro na ESEC de Murici, estado de Alagoas, em fragmento florestal pequeno. | Em Perigo (EN) B1ab(iii,v)+2ab(iii,v)              | DD                          | Pressão contínua de perda e degradação de habitat. | ESEC de Murici, Alagoas                                                         |
| Bothrops otavioi (Barbo, Grazziotin, Sazima, Martins & Sawaya, 2012) | Nome comum desconhecido | Endêmica do Brasil | Criticamente em Perigo (CR) B1ab(iii,v)+2ab(iii,v) | Não consta                  | Perda e destruição de habitat devido desmatamento, atividade agrícola e introdução de animais domésticos, além da eliminação direta por parte da população local.                       | APA Marinha do Litoral Norte, PE de Ilhabela, SP.                               |
| Bothrops pirajai (Amaral, 1923)                                      | Jararacuçu-tapete       | Endêmica do Brasil, típica de Mata Atlântica.                                                                             | Em Perigo (EN) B1ab(iii)                           | EN B1ab(iii)                | Perda ou alteração de habitat devido intensa exploração agrícola e turística. A maior parte da área de ocorrência conhecida de B. pirajai abrange a zona cacaueira do sudeste da Bahia. | ESEC de Wenceslau Guimarães, APA Pratigi, BA.                                   |

• (EN) em perigo; • (iii) área, extensão e/ou qualidade do habitat; • (B1) extensão de ocorrência  ; • (DD) dados insuficientes; • (B2) área de ocupação; • (a) população severamente fragmentada; • (b) declínio continuado • (v) número de indivíduos maduros.